# 蔦の細道

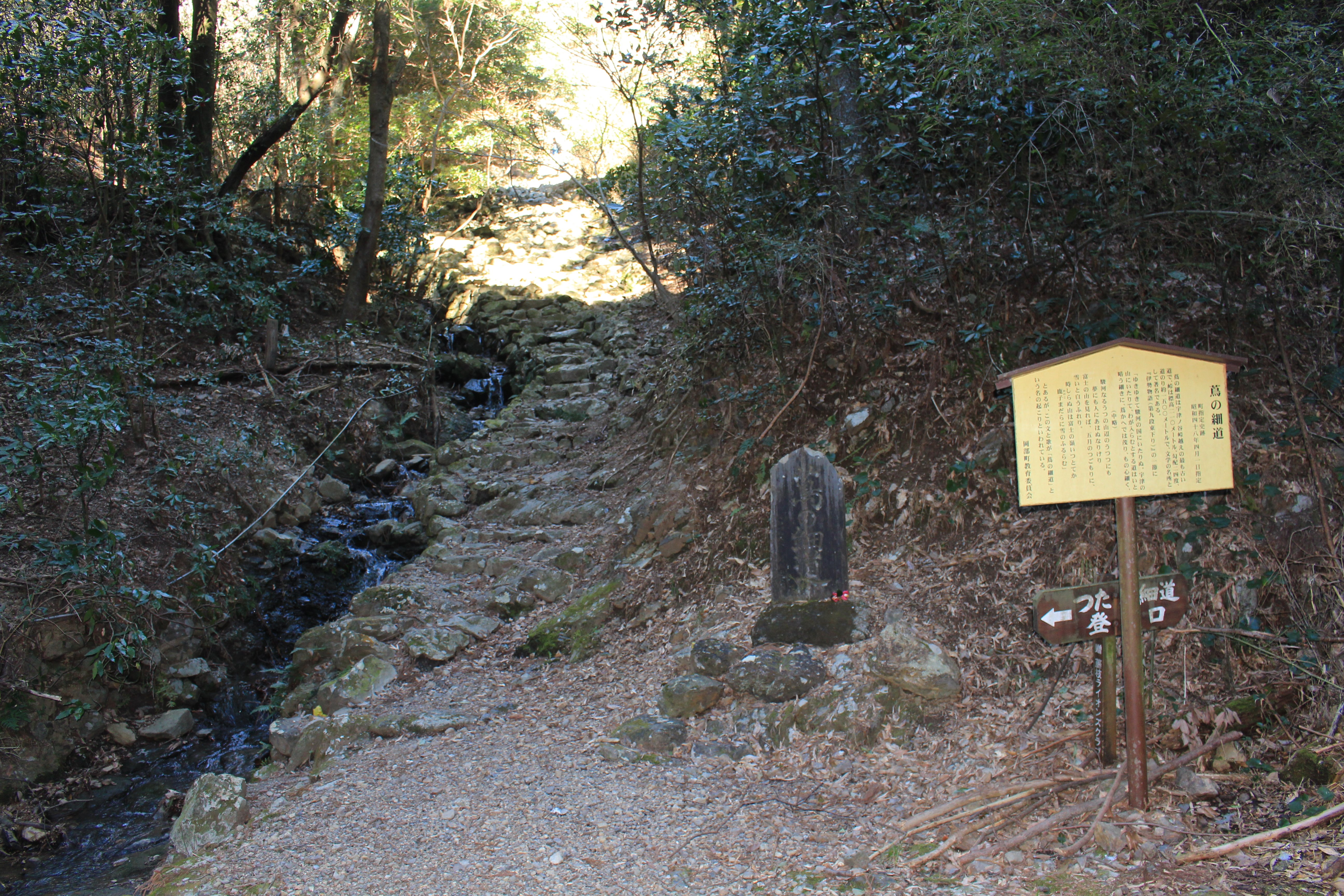
蔦の細道の南端にある岡部口（静岡県藤枝市）

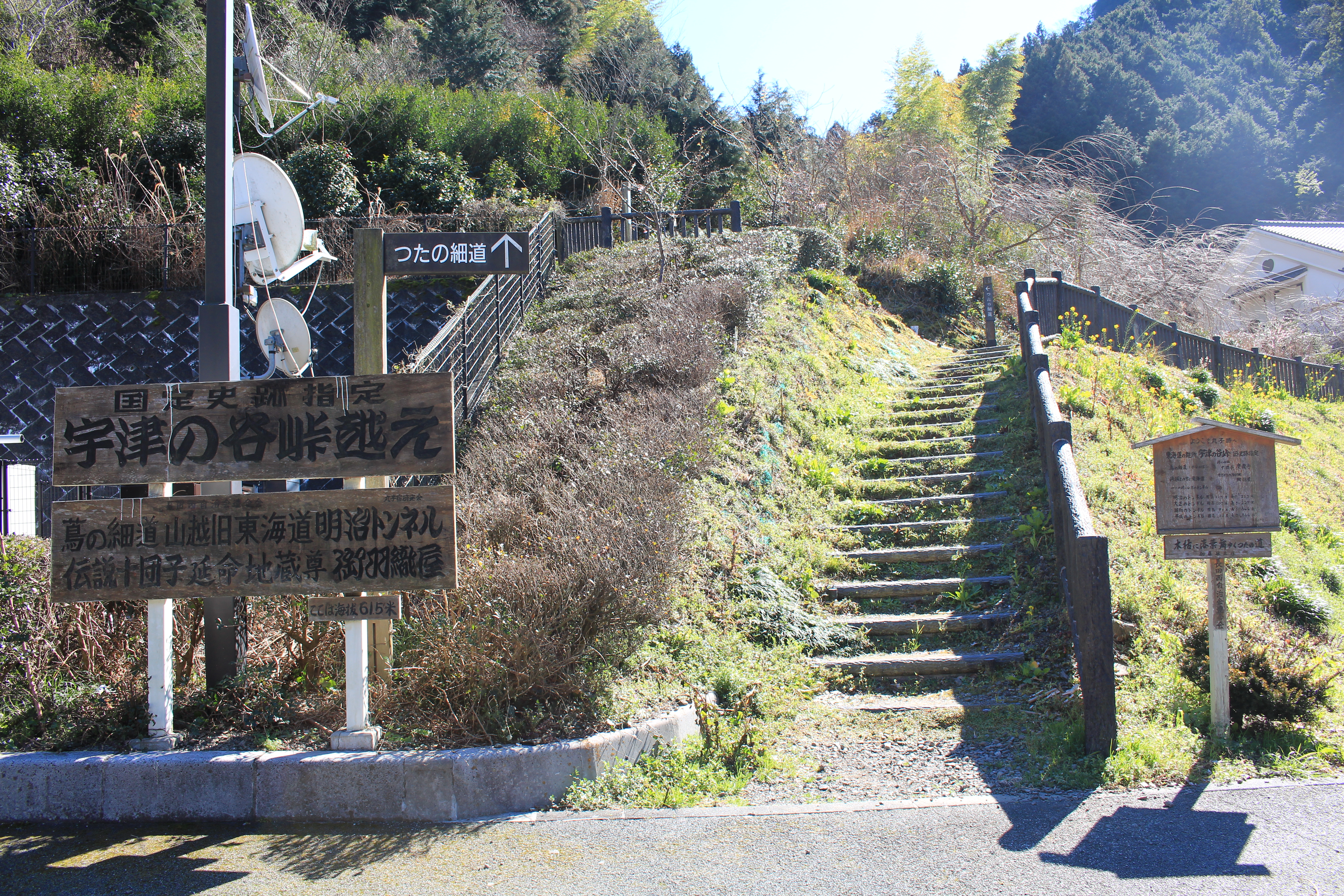
蔦の細道の北端にある静岡口（静岡県静岡市駿河区）

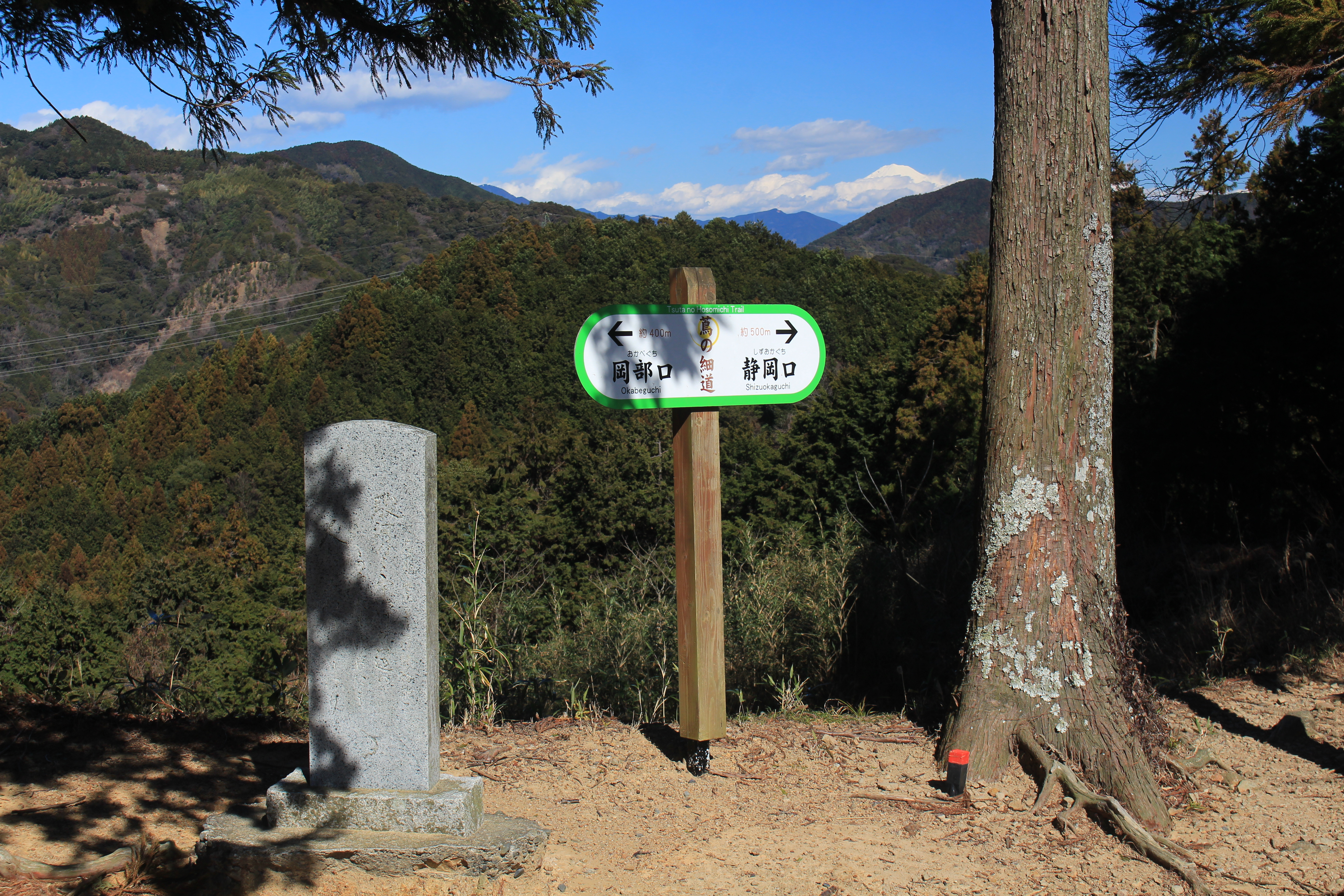
峠
（静岡・藤枝市境）

蔦の細道（つたのほそみち）は、静岡県静岡市駿河区宇津ノ谷と藤枝市岡部町の境をなす宇津ノ谷峠にある古道である。東海道丸子宿の西のはずれ（間の宿宇津ノ谷）にあり、宇津ノ谷峠を越える道では最も古く、平安時代から1590年（天正18年）に豊臣秀吉が旧東海道を開くまでの約700年間にわたり、官道として利用された。藤枝市指定文化財（史跡）。

## 歴史

### 由来と伝承
蔦の細道は、「宇津の山越え」とよばれた道で、7世紀の律令時代には伝馬の道として使われた。古代駅路の東海道は、海岸近くの日本坂を越えるルートだったと考えられており、宇津ノ谷峠を越える道は、中世から近世の東海道として継承されるまで、古代の伝路として機能していたとされている。
よく知られるようになったのは、平安時代前期の文学作品『伊勢物語』が書かれたときからである。在原業平をモデルにしたとされる主人公は、宇津の山に入ろうとしたとき、暗く細く、ツタやカエデが茂り、寂しい道に心細く思った。その時見知った修行者に会ったので、京にいる人に「駿河なる宇津の山べのうつつにも　夢にも人にあはぬなりけり」と記した手紙をことづけた
「蔦の細道」とよばれるようになったのは江戸時代からで、この業平の逸話から名付けられたと考えられている。

### 歴史書
『伊勢物語』が書かれた時代以後も、多くの文人や歌人が蔦の細道を通っており、平安時代中期の菅原孝標女の作『更級日記』、鎌倉時代に成立したといわれる軍記物語の『平家物語』や紀行文の『海道記』『十六夜日記』、同年代の歴史書である『吾妻鑑』などにも記されている。
鎌倉時代の承元4年（1210年）、将軍源実朝の御台所の女房・丹後局が東海道を通って京都から鎌倉へ下る途中で、宇都山（宇津ノ谷峠）で追い剥ぎにあう事件が起こる。それ以後、幕府は駿河以西の宿々に夜行番衆をおいて旅人の警護をするように命じ、幕府の統制力によって蛮行取り締まりが行われるようになったという。
そのような昼でも薄暗い危ないイメージは歌舞伎の「蔦紅葉宇津谷峠」(つたもみじうつのやとうげ)でも描かれている。伊丹屋十兵衛が幼い盲人の按摩文弥を殺して、100両のお金を奪うが、そのお金は文弥の姉お菊が、弟に按摩の官位を手に入れてやるため、身を売って用立てたお金だった。やがて、文弥の亡霊が十兵衛の女房に取りつき、蔦のつるのように殺しが続いていく。

### 道と碑
道は標高210 mから600 mで下っていく平均斜度24度の急こう配の交通難所で、豊臣秀吉が小田原攻めの際に1km西に新しい峠道を整備したため、その後はほとんど利用されなくなった。江戸時代に蔦の細道がさびれて消滅を惜しんだ駿河国の代官によって1830年（文政13年）に蔦の細道の入り口に碑が建てられた。この碑は「蘿径記」といい、現在も位置を変えて坂下地蔵堂脇に残されている。現在はハイキングコースとして整備され、沿道には「つたの細道公園」があり、山頂にある在原業平が詠んだ歌碑をはじめ、藤原俊成、藤原定家など多くのゆかりの歌人たちの歌の石碑が沿道に置かれている。

## 日本遺産
2020年（令和2年）6月19日、藤枝市史跡「蔦の細道」は、東海道宇津ノ谷に関する文化財群である「慶龍寺」「間の宿宇津ノ谷」「十団子」「東海道宇津ノ谷峠越」「明治宇津ノ谷隧道」と共に、文化庁の文化財保護制度「日本遺産」のストーリー『日本初「旅ブーム」を起こした弥次さん喜多さん、駿州の旅～滑稽本と浮世絵が描く東海道旅のガイドブック（道中記）～』の構成文化財の1つに認定された。